# Calibre (programari)
|  | Aquest article tracta sobre programari. Vegeu-ne altres significats a «Calibre». |

Calibre és un gestor i organitzador de llibres electrònics lliure, que permet la conversió de nombrosos formats de fitxers per a llibres electrònics. El seu creador, Kovid Goyal, es va unir a l'equip de desenvolupadors de Calibre per tal de promoure la difusió de formats compatibles juntament amb nombrosos fabricants de lectors de llibres electrònics. Calibre està programat en els llenguatges Python i C, usa la biblioteca Qt de Nokia i és multiplataforma, a més de ser compatible amb els tres principals sistemes operatius: GNU/Linux, Mac OS X i Microsoft Windows.

## Història
Calibre es va iniciar el 31 d'octubre de 2006, poc temps després que SONY llancés al mercat el SONY PRS-500, el primer lector de llibres electrònics de tinta electrònica comercialitzat als Estats Units. Per aquells temps, l'autor d'aquest programari Kovid Goyal acabava de graduar-se i disposava de força temps lliure. El PRS-500 no li acabava de funcionar del tot bé a Linux, el seu sistema operatiu de llavors, així que va decidir fer enginyeria inversa sobre el protocol USB que usava l'aparell, per aconseguir fer-lo funcionar a Linux. A més va rebre l'ajuda de la comunitat de mobileread.com on va néixer calibre, però que en un primer moment tan sols seria una llibreria anomenada libprs500.
Amb el temps com que no apareixien eines prou útils per a la conversió dels formats al format LRF del lector de SONY, Kovid va decidir implementar un convertidor per convertir els formats més populars de llibres electrònics a LRF. Aquest convertidor va proveir d'una oferta encara més àmplia i popular de la que fins llavors estava oferint SONY. Acabaria sent utilitzada llavors per diverses editorials i digitalitzadors de continguts per tal de produir la primera generació de llibres en format LRF.
A mesura que creixia la col·lecció disponible de llibres electrònics es va decidir també dissenyar i elaborar una interfície gràfica per a libprs500. Que va resultar en calibre, com una eina més comprensible per a la gestió de llibres electrònics. libprs500 va ser reanomenada a calibre a mitjans de 2008. El nom fou triat per la dona de Kovid, Krittika. El terme "libre" a calibre s'hi afegí per a remarcar-ne la seva llibertat, indicant que calibre era lliure com a producte de codi obert, i modificable per qui ho desitgés. Així també es va determinar que la pronunciació del nom del programari seria la de "cali-ber" i no "ca-libre".
Avui dia calibre ja té una dotzena de desenvolupadors, provadors i reportadors d'errors. És usat en més de 200 països, ja que ofereix també la traducció a una dotzena d'idiomes gràcies a la feina de voluntaris. calibre ha esdevingut una eina comprensible per a l'edició de textos digitals, i per a gestió també de biblioteques digitals.

## Desenvolupament
Calibre té un cicle de desenvolupament ràpid pel qual va augmentant gradualment el seu nombre de funcions disponibles, quasi cada setmana. Disposa també d'un sistema de comunicació d'errors a Launchpad per a la gestió d'errors.
Els seus desenvolupadors creen nous plugins per tal d'oferir suport als nous lectors de llibres electrònics que surten al mercat, o per incloure noves funcions extra al programa. La traducció de calibre es fa a través de la pàgina Transifex. I esdevenir-ne desenvolupador és tan fàcil com fer una bifurcació del codi del programari a través tant de GitHub com de la seva pàgina web amb el codi font.

## Característiques

### Gestió de llibres
Calibre és principalment un programa de catalogació i ordenament de llibres electrònics. Està dissenyat entorn del concepte de llibre lògic, pel qual una única entrada d'un fitxer (en un format determinat) en la base de dades de calibre es correspon o pot correspondre's a un mateix llibre en diversos formats diferents.

#### Ordenament de llibres
Calibre admet l'ordenació dels llibres en la seva base de dades pels següents camps:
- Títol
- Autor
- Data
- Editor
- Classificació
- Mida (mida màxima de tots els formats)
- Sèrie

També suporta camps de metadades addicionals que es poden buscar en els camps de:
- Comentaris: Un camp de propòsit general que pot ser utilitzar per descobrir llibres.
- Etiquetes: Un sistema flexible per a la classificació de llibres.

Calibre També permet la recuperació de metadades a través d'Internet per un llibre basant-se en el seu número ISBN, del seu títol i autor, en el lloc d'anar introduint manualment les metadades.

### Conversió de formats
Calibre facilita la conversió de nombrosos formats, tant d'entrada com de sortida. Pot convertir tots els formats d'entrada que s'indiquen a tots els següents formats de sortida:
- Formats d'entrada: ePub (o format de publicació electrònica), HTML, PDF, RTF, txt, cbc, fb2, lit, MOBI, ODT, prc, pdb, PML, RB; formats de fitxers de còmic: cbz i cbr

- Formats de sortida: ePub (o format de publicació electrònica), fb2, OEB, lit, lrf, MOBI, pdb, pml, rb.[7]

La conversió de formats inclou la composició avançada amb característiques com taules, inicials, imatges i fonts incrustades.

### Sincronització

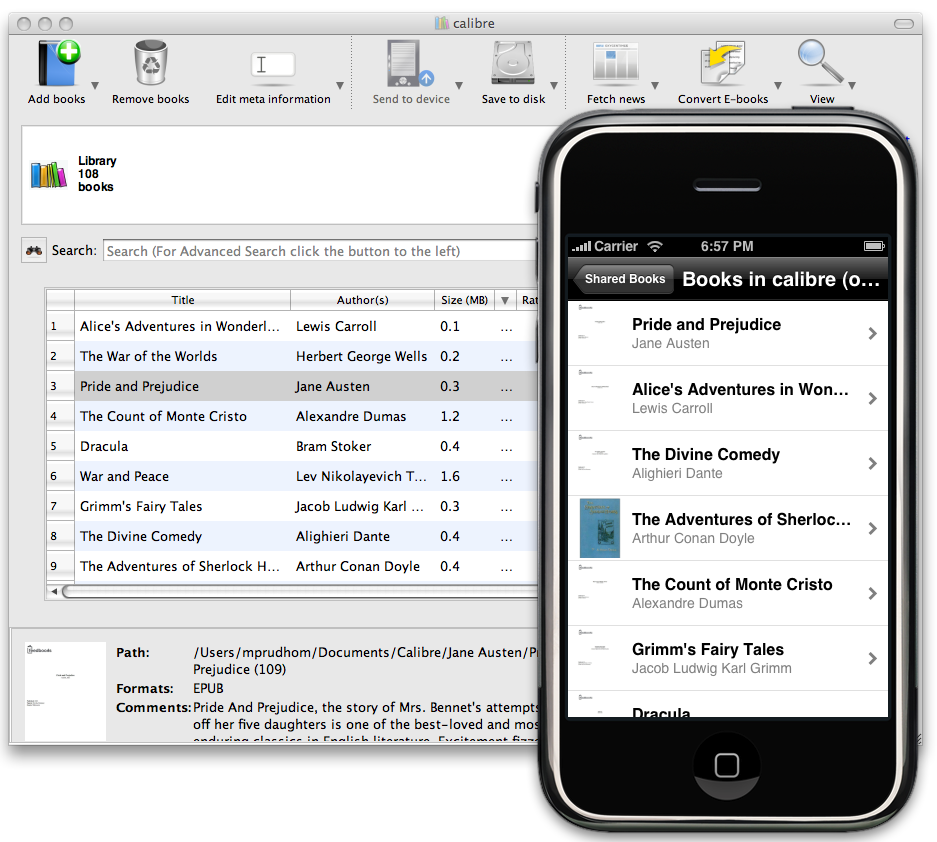
Calibre admet la sincronització de llibres electrònics amb l'iPhone i iPod utilitzant Lexycle Stanza, empresa propietat d'Amazon.

Calibre suporta actualment el lector Sony PRS 300/500/505/600/700, Cybook Gen 3, Amazon Kindle (tots els models), Kobo (tots els models), Papyre a més d'altres lectors. I des de la versió 0.6.27 permet la sincronització amb el portal Barnes & Noble.
A més és compatible amb l'iPhone i l'iPad gràcies al programari Lexycle Stanza, i amb Android i telèfons amb aquest sistema operatiu gràcies al programari WordPlayer.
El suport per a nous aparells i models es pot obtenir a través de la depuració per USB que porta incorporada com a funció el propi calibre, i es pot enviar un informe d'aquest procés a l'equip de desenvolupadors de calibre perquè pugui treballar en el suport d'aquests nous aparells i models.
Si un llibre té més d'un format disponible, Calibre s'encarrega de triar automàticament el millor format per carregar-lo al lector de llibres electrònics.

### Cercador de notícies
Calibre pot ser configurat perquè cerqui, recopili i enviï al lector de llibres automàticament notícies de diversos llocs web i fonts RSS presentant-les en formats de llibre electrònic. Les últimes versions permeten la generació de notícies en format LRF i ePub. Aquests llibres electrònics de notícies inclouen els articles complets, i no sols els resums.
La funció de descàrrega de notícies, era usada inicialment per a subscriure's a Newsweek. Ja que Kovid havia deixat de rebre la revista a casa així que va optar per rebre'n els articles convertits al seu lector de llibres electrònics. Aquesta funció la va programar de manera que fos el més modular possible i que permetés descarregar i convertir llocs web amb calibre, fent que molta gent pogués adaptar aquesta funció a través de "receptes" a diversos llocs web. Així la llista de llocs web disponibles anà creixent i actualment hi ha disponibles quasi més de tres-centes fonts de notícies en diversos idiomes.
Alguns llocs que Calibre admet són els següents:
- Newsweek
- The New York Times
- BBC
- The Economist
- The Wall Street Journal
- ESPN

### Servidor de continguts de Calibre
Calibre ofereix un servidor web que permet als usuaris accedir a la seva col·lecció de llibres usant un navegador web o directament la connexió a Internet. El servidor web també permet que l'usuari rebi llibres per correu electrònic i descarregui notícies de forma automàtica.